# التصويت بحجب الثقة عن حكومة أدولفو سواريث 1980
التصويت بحجب الثقة عن حكومة أدولفو سواريث 1980 تمت مناقشة اقتراح بحجب الثقة عن حكومة أدولفو سواريث الإسبانية وتم التصويت عليها في مجلس النواب بين 28 و30 مايو 1980. وقد قدمه زعيم حزب العمال الاشتراكي الإسباني فيليبي غونثاليث. تم الإعلان عن الاقتراح من قبل غونثاليث خلال مناقشة برلمانية في مجلس النواب في 21 مايو وتم تسجيله في نفس اليوم، في خطوة تهدف إلى الحصول على «اللوم الأخلاقي» من الحكومة التي فاجأتها ومعظم النواب. من بين الدوافع المقدمة لتبرير طرح الاقتراح الافتقار المزعوم لمشروع سياسي متماسك في برنامج الحكومة لبناء دولة ديمقراطية ومستقلة، وعدم قدرتها على معالجة الوضع الاقتصادي للبلاد، ورفضها الامتثال للاتفاقات التي تم التوصل إليها. مع مشاريع سياسية أخرى أو مع مقترحات غير قانونية أقرها البرلمان وضعفه البرلماني المتزايد.
بينما تم رفض الاقتراح، تم دعمه من قبل 152 نائبًا وعارضه 166 من اتحاد الوسط الديمقراطي الحاكم، فقد كشف عن عزلة الحكومة وفقدان الدعم منذ تنصيب سواريز في أعقاب الانتخابات العامة عام 1979، وليس تلقي دعم حلفائها السابقين ورؤية إدارتها تتعرض لانتقادات شديدة من قبل الأطراف الأخرى طوال فترة النقاش. في الوقت نفسه وفرت مناقشة الاقتراح منصة لفيليبي غونثاليث لتقديم برنامجه السياسي والدفاع عنه للمجتمع، حيث تم بثه على الهواء مباشرة على الراديو وتم تأجيله على التلفزيون، وهو ما كان يُنظر إليه على أنه يؤدي إلى زيادة مصداقية غونثاليث وموقفه السياسي وكذلك إلى ديناميكية مواتية لزيادة الدعم الشعبي لحزب العمال الاشتراكي.